# Yarnbrook
Yarnbrook – osada w Anglii, w hrabstwie Wiltshire. Leży 37 km na północny zachód od miasta Salisbury i 146 km na zachód od Londynu.